# Norwegian Encore
Die Norwegian Encore ist ein Kreuzfahrtschiff der Breakway-Plus-Klasse der Reederei Norwegian Cruise Line. Es entstand auf der Meyer Werft in Papenburg und wurde 2019 in Dienst gestellt.

## Geschichte

### Bau
Das Schiff wurde im Juli 2014 gemeinsam mit der Norwegian Bliss bestellt. Der Bau begann unter der Baunummer S. 708 am 31. Januar 2018. Am 28. November 2018 folgte die Kiellegungszeremonie. Eine Maschinenraumsektion wurde auf der Neptun Werft gebaut und im August 2018 nach Papenburg überführt. Im Zuge der Baustrategie der Meyer Werft wurde eine erste Sektion am 23. November 2018 ausgedockt.  Die Kiellegungszeremonie erfolgte am 28. November 2018. Die Norwegian Encore verließ am 17. August 2019 das Baudock.
Am 30. September/1. Oktober 2019 wurde das Schiff über die Ems nach Eemshaven überführt.  Hierfür wurde die Ems mittels des Emssperrwerks für 24 Stunden auf 2,7 Meter über Normalhöhennull aufgestaut. Am 1. Oktober gegen 15:00 Uhr passierte das Schiff das Emssperrwerk.
Nach erfolgreichem Abschluss der Probefahrten wurde die Norwegian Encore am 30. Oktober 2019 in Bremerhaven abgeliefert. Die Norwegian Encore ist das 14. und vorerst letzte Kreuzfahrtschiff, das die Meyer Werft für die Norwegian Cruise Line gebaut hat. Am 22. November 2019 wurde sie in Miami von Kelly Clarkson getauft.

### Einsatz
Nach der Übernahme führte die Norwegian Encore eine erste Preview-Reise mit geladenen Gästen von Bremerhaven nach Southampton durch, um von dort am 2. November zur Atlantiküberquerung zu starten. Anschließend werden Fahrten zu Zielen in der östlichen Karibik angeboten.

## Ausstattung
Auf der Norwegian Encore befindet sich die mit 350 m längste Kartbahn auf See. An Bord befinden sich insgesamt 19 Restaurants, davon 13 Spezialitäten-Restaurants.